# Coniothyrium slaptoniense
Coniothyrium slaptoniense är en svampart som beskrevs av D. Hawksw. & Punith. 1975. Coniothyrium slaptoniense ingår i släktet Coniothyrium och familjen Leptosphaeriaceae.   Inga underarter finns listade i Catalogue of Life.